# Hazel Hawke
Hazel Hawke (Perth, 20 luglio 1929 – Hammondville, 23 maggio 2013) è stata una scrittrice australiana.
Moglie di Bob Hawke, primo ministro dell'Australia fra il 1983 ed il 1991, ha lavorato nell'area dell'impegno sociale oltre ad essere una buona pianista e una protettrice delle belle arti.
Ha pubblicato dei libri, fra cui My Own Life: An Autobiography (1992) ed A Little Bit Of Magic: Thoughts For Women (1994).